# Alzina de l'Estanyol
L'Alzina de l'Estanyol (Quercus ilex ilex) és un arbre que es troba al Brull (Osona).

## Dades descriptives
- Perímetre del tronc a 1,30 m: 3,03 m.
- Perímetre de la base del tronc: 7,68 m.
- Alçada: 15,36 m.
- Amplada de la capçada: 26,21 m.
- Altitud sobre el nivell del mar: 769 m.[1]

## Entorn
Es troba davant de la masia pairal de l'Estanyol, els camps de la qual actualment són el camp de golf del Muntanyà. Geològicament és una extensió del Pla de la Calma, substrat bàsicament format per materials sedimentaris amb margues triàsiques. La vegetació dominant està constituïda per boscos de roure martinenc i alzina. Sota l'alzina hi creix una cuidada gespa, amb algunes plantes silvestres, com margall, dent de lleó, plantatge i morró. Als límits del camp hi ha esbarzer i bardissa d'aranyoner. Una mica més enllà de l'arbre hi ha una tanca vegetal força llarga de viburn d'olor, la qual separa el camp de golf de l'aparcament. S'hi poden observar diferents menes d'ocells, com la garsa i l'estornell.

## Aspecte general
És una alzina de bellesa espectacular, de formes ben proporcionades i amb un admirable estat de salut. La totalitat de la seua capçada presenta un aspecte de plenitud vegetativa. És un dels arbres remarcables en millor estat fitosanitari de Catalunya. No presenta forats ni afectacions de cap mena a l'escorça, excepte algun tall produït per podes de reducció de gruix i pes.

## Curiositats
És un exemple d'amorriador de manual: en aquesta alzina coronada segurament s'hi han tancat infinitat de tractes lligats a la vida del mas, i, a més, ha fet la funció d'acollir el ramat i ha ofert ombra protectora a les insolacions estivals. Hi ha la creença que a l'Alzina de l'Estanyol hi havien ballat bruixes.

## Accés
Dirigint-nos a Seva des del poble del Brull per la carretera BV-5301, hem de buscar el trencall que duu al Club de Golf Osona-el Muntanyà. Un cop passem els carrers de la urbanització el Muntanyà, anirem a parar al restaurant i a l'aparcament del club de golf. Un cop allà, observarem l'arbre dins del camp annex a l'aparcament, darrere la tanca de marfull d'olor. GPS 31T 0440379 4630084.